# Anagallis huttonii
Anagallis huttonii är en viveväxtart som beskrevs av William Henry Harvey. Anagallis huttonii ingår i släktet Anagallis och familjen viveväxter. Inga underarter finns listade i Catalogue of Life.